# Dominique Othenin-Girard

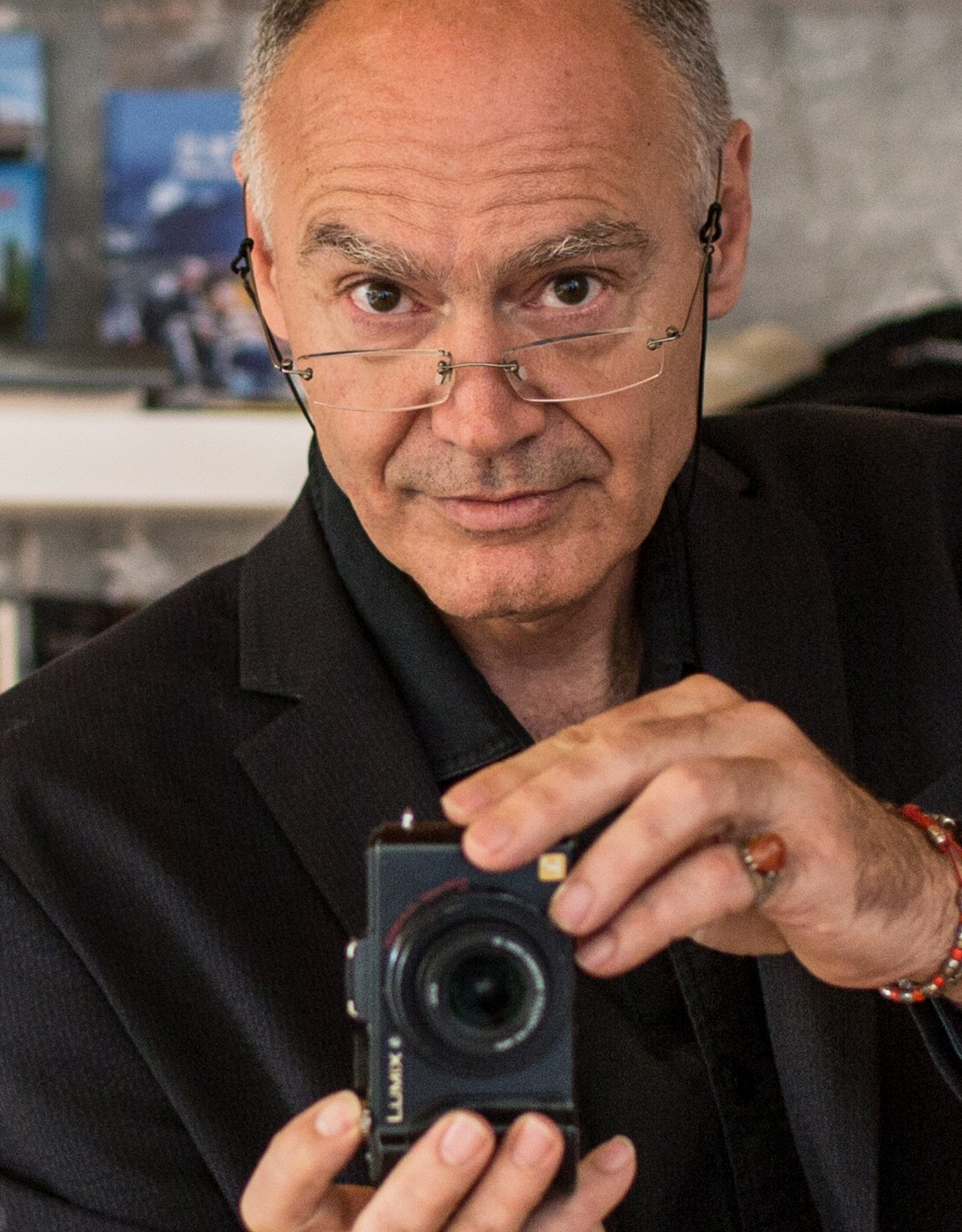
Dominique Othenin-Girard (2014)

Dominique Othenin-Girard (* 1958 in Le Locle, Kanton Neuenburg, Schweiz) ist ein Schweizer Filmregisseur und Drehbuchautor.
Er machte 1981 seinen Diplomabschluss an der Londoner Filmschule und war im gleichen Jahr Regieassistent von Karel Reisz bei Die Geliebte des französischen Leutnants und von Alain Tanner bei Les années lumière. Für seinen ersten Spielfilm Nach der Finsternis gründete er seine eigene Produktionsgesellschaft.
Nach einigen weiteren Produktionen ging er 1987 nach Los Angeles und drehte 1988 den Lowbudget-Horrorfilm Deliver Us From Evil, der von der Kritik gelobt wurde und ihm den Job als Regisseur und Drehbuchautor von Halloween 5 (1989) einbrachte. 1990 gründete er in Los Angeles erneut eine Produktionsgesellschaft. Im Jahr 2000 bekam er zusammen mit Rodica Doehnert den Robert-Geisendörfer-Preis in der Kategorie Fernsehen für seine Regie bei dem Film Florian – Liebe aus ganzem Herzen.

## Filmografie (Auswahl)
- 1985: Nach der Finsternis (After Darkness)
- 1988: Deliver Us From Evil / Night Angel
- 1989: Halloween 5 – Die Rache des Michael Myers – auch Drehbuch
- 1990: Night Angel
- 1991: Omen IV: Das Erwachen (Omen IV: The Awakening)
- 1993: Ich gehöre zu Dir (Sandra, c'est la vie)
- 1994: Fesselnde Versuchung (Private Lessons: Another Story)
- 1995: Mörderische Zwillinge
- 1996: Vegas Heat – Gefährliche Liebe (Beyond Desire)
- 1996: Der Venusmörder
- 1996: Adrenalin
- 1998: Die heilige Hure
- 2001: Die Kreuzritter – The Crusaders (Crociati)
- 2005: Der Todestunnel – Nur die Wahrheit zählt
- 2006: Henry Dunant – Rot auf dem Kreuz (Henry Dunant: Du rouge sur La Croix)
- 2008: L’infiltré
- 2009: On the Trail of Wangari Maathai
- 2013: Die Schweizer